# Groot Valkenisse
Groot Valkenisse (Zeeuws: Groôt Valkenisse) is een buurtschap in de gemeente Veere in de Nederlandse provincie Zeeland op het voormalige eiland Walcheren tussen het dorp Zoutelande en de buurtschap Klein Valkenisse.
De naam Valkenisse is afkomstig van de 17e-eeuwse boerderij de Valkenisse, waarnaar ook de buurtschap Klein Valkenisse is vernoemd. De naam Groot Valkenisse is tot stand gekomen omdat de buurtschap Groot Valkenisse groter was dan Klein Valkenisse. Vroeger werden de twee kernen samen Valkenisse genoemd.
De buurtschap ligt aan de weg Groot Valkenisse tussen de Klaassesweg en de duinen.
Groot Valkenisse hoorde van 1966 tot 1997 tot de gemeente Valkenisse, daarna werd de buurtschap opgenomen in de gemeente Veere.
De duinen in Groot Valkenisse zijn het hoogste punt van de provincie Zeeland. Het is na het Catrijper Nok de hoogste duintop van Nederland. De hoogste duintop van deze duingroep is 54+ NAP.
Steden: Domburg · Veere · Westkapelle

Dorpen: Aagtekerke · Biggekerke · Dishoek · Gapinge · Grijpskerke · Koudekerke · Meliskerke · Oostkapelle · Serooskerke · Vrouwenpolder · Zoutelande

Buurtschappen: Boudewijnskerke · Buttinge · Groot Valkenisse · Hoogelande · Krommenhoeke · Mariekerke · Molembaix · Molenperk · Pitteperk · Poppendamme · Schellach (deels) · Sint-Jan ten Heere · Sint Janskerke

(Voormalige) gehuchten: Geldtienden · Klein Valkenisse · Poppekerke · Rijnsburg · Snabbeldorp · Werendijke · Woitkensdorp · Zanddijk

Zeeland: Steden en dorpen in Zeeland      Nederland: Provincies · Gemeenten